# چایکوو (شهرستان اوستژشوف)
چایکوو (به لهستانی:  Czajków) یک روستا در لهستان است که در گمینا چایکوو واقع شده‌است. چایکوو ۱٬۱۰۰ نفر جمعیت دارد.